# دوري جرينلاند لكرة القدم 2016
دوري جرينلاند لكرة القدم 2016 هو موسم من دوري جرينلاند لكرة القدم. أشرف على تنظيمه اتحاد جرينلاند لكرة القدم، وفاز فيه Boldklubben af 1967 ‏.